# Allopauropus caribicus
Allopauropus caribicus är en mångfotingart som beskrevs av Ulf Scheller 1989. Allopauropus caribicus ingår i släktet småfåfotingar, och familjen fåfotingar. Inga underarter finns listade i Catalogue of Life.